# Basterotia hertleini
Basterotia hertleini är en musselart som beskrevs av John Wyatt Durham 1950. Basterotia hertleini ingår i släktet Basterotia och familjen Sportellidae. Inga underarter finns listade i Catalogue of Life.